# The Gathering (filme)
The Gathering (bra: O Encontro; prt: Encontros Fatídicos) é um filme britano-estadunidense de 2002, dos gêneros terror e suspense, dirigido por Brian Gilbert.

## Sinopse
A viajante itinerante Cassie Grant (Christina Ricci) se recupera de um acidente de carro em Glastonbury, Inglaterra, com perda parcial de memória. O motorista profundamente arrependido (Kerry Fox) permite que ela se convalesça em uma grande casa rural, onde ela se torna amiga do enteado da mulher, Michael (Harry Forrester). À medida que Cassie se aprofunda na pesquisa de Michael sobre uma antiga igreja do séc. I, enterrada e recém-descoberta na região, que possui a representação de uma cena da crucificação de Cristo, observada por testemunhas misteriosas, Cassie desencadeia algumas premonições estranhas e oferece pistas graduais sobre seus laços mais profundos com essa comunidade britânica.

#### O "Encontro Maldito"
O filme baseia-se na lenda do Encontro Maldito, difundido na Idade Média pelos escritos de Santo Aristóbulo, bispo da Bretanha, no séc. I. Ele menciona em uma série de cartas a igreja enterrada como fundada por São José de Arimateia, e em uma delas escreveu um posfácio:
```
They came only to see from the East and from the West, from the city and from the plain. They came not in holy reverence to the Lord, but in lust.
```

```
Eles vieram só para ver, vieram do Leste e do Oeste, da cidade e da planície. Eles vieram não em sagrada reverência a Deus, mas por prazer.
```

Santo Aristóbulo descrevia o que ele chamou de O Encontro, mencionando as pessoas que foram à crucificação não para adorar ou confortar, mas para assistir por curiosidade mórbida ou puro entretenimento. Sempre houve uma tradição na Igreja considerar a reunião amaldiçoada, lançada nas trevas exteriores, estando seus membros condenados a serem imortais espectadores do sofrimento da humanidade para todo o sempre, um conceito semelhante à lenda do Judeu Errante.

## Elenco
- Christina Ricci .... Cassie Grant
- Ioan Gruffudd .... Dan Blakeley
- Stephen Dillane.... Simon Kirkman
- Kerry Fox .... Marion Kirkman
- Simon Russell Beale .... Luke Fraser
- Robert Hardy .... o bispo
- Harry Forrester .... Michael Kirkman
- Jessica Mann .... Emma Kirkman
- Peter McNamara .... Frederick Michael Argyle